# El Cárabo
El Cárabo es una revista naturalista española de publicación semestral (aunque suele ser irregular), difundida únicamente a través de suscripción, caracterizada por aunar el humor junto con el rigor científico. En Francia se publica con el nombre de La Hulotte.

## Historia
Esta pequeña revista fue creada en 1972 como una revista de clase en la escuela de Rubécourt, en el pueblo de Boult-aux-Bois en las Ardenas francesas, bajo la dirección de Pierre Déom, un joven profesor. Ante el éxito de los cinco primeros números, con tiradas de menos de 1 000 ejemplares imprimidas con una multicopista (aunque fueron reeditadas en 2013), Pierre Déom decide publicarla mensualmente a nivel general y no sólo en el ámbito escolar. Nombrada originalmente La Hulotte des Ardennes hasta el n.º 21 (en 1974), se decide acortar el nombre a La Hulotte cuando su difusión se extiende en toda la Francia.
Pese a que al principio se trataba de una publicación mensual, la edición de los números cada vez se espacia más a medida que se incrementa el trabajo necesario debido al aumento del número de abonados y la complejidad de los dibujos. Publicando sólo cuatro números por año, La Hulotte pierde en 1984 las ventajas fiscales otorgadas hasta entonces por la Commission paritaire des publications et des agences de presse y pierde la categoría de «revista».
El boca a boca ha sido principalmente la causa de su éxito, al cabo de los años, tanto nacional como internacional.
En 1989, la revista recibe el premio de la divulgación científica de la Fundación de Francia. En 2013, publica su centésimo número contando con más de 150 000 abonados.
La revista alcanzó su número 100 en 2013. En esta ocasión, se reeditan los números 1 a 5. El número 101 se publicó en diciembre de 2014.

## Contenido
Tras cerca de 40 años después de haber fundado la revista, Pierre Déom sigue siendo el único autor de los textos y de los dibujos que ilustran la revista. La Hulotte presenta la vida de los animales y de las plantas de la Francia de clima templado (inicialmente del departamento de Ardenas), muy comunes pero grandes desconocidos para el público general (como la golondrina, el topo, el aliso, el muérdago, la araña de patas largas...). Uno de sus primeros objetivos era el de animar a niños y jóvenes a ir a descubrir esta naturaleza cercana y a crear clubes de naturaleza, los clubes CPN (Conocer y Proteger la Naturaleza).
Editorialemente, La Hulotte se distingue las otras publicaciones por tres peculiaridades: las ilustraciones, el humor de los textos y el rigor científico. Las ilustraciones son dibujos en negro y blanco realizados a plumilla (casi nunca hay fotos), junto con dibujos humorísticos de estilo cómic; los que, muy a menudo, se mezclan en un solo dibujo. El humor de los textos se logra a través de la personificación de los animales y de las plantas (entrevistas personales, encuestas policiales, etc.), alusiones a temas de actualidad y guiños a otros dibujantes. El rigor científico está asegurada por las fuentes y la revisión por expertos reputados.
La colección se reedita constantemente y constituye una rica base documental sobre la fauna y flora de Francia, que aúna humor (a veces incluso alusiones políticas), información rigurosa y calidad de las ilustraciones a la plumilla. El lema de la revista es «La Hulotte, la revista más leída en las madrigueras» (con variaciones como «la más leída en los nidos», etc., según la temática del número).

## Adaptación en España
En 1982, los editores Benigno Varillas y Teresa Vicetto —creadores de la revista de ecología Quercus— adquirieron los derechos del creador original Pierre Déom para publicar la versión española de la revista La Hulotte. La redacción de la revista es fiel a la edición francesa pero presenta adaptaciones a las circunstancias españolas. La información contenida está actualizada a las últimas investigaciones y los datos y mapas se adaptan a la situación de las especies en la península ibérica. Déom, que emplea un francés culto, es sustituido por un español correcto adaptado al público joven y los habituales chistes se adaptan a la cultura española.
Al igual que su homóloga francesa, se caracteriza por aunar el humor y la divulgación científica rigurosa, así como la voluntad de acercar la naturaleza al lector, proporcionando en todo momento la posibilidad de saber y poder encontrar los animales y plantas que se describen en sus números.
En España, a fecha de 2016, se han editado un total de 79 números, de los cuales siete son números dobles.

## Lista de los números
| Número  | Título                                              |
| ------- | --------------------------------------------------- |
| 1       | Especial Setas                                      |
| 2       | Informe Cárabo                                      |
| 3       | A la búsqueda del Tejón                             |
| 4       | El profesor Azor                                    |
| 5       | Piratas de agua dulce                               |
| 6       | Plantación de árboles                               |
| 7       | El Topillo                                          |
| 8       | Guía de las aves del borde del camino.              |
| 9       | Juicio a los cazadores de ranas.                    |
| 10      | Las Damas negras.                                   |
| 11      | Las migraciones de los gansos                       |
| 12      | "El espía gris"                                     |
| 13      | Segundo episodio de la vida del Cuco                |
| 14      | El Roble                                            |
| 15      | El libro de quejas de las alimañas                  |
| 16      | Los pequeños carnívoros                             |
| 17      | Especial invierno                                   |
| 18      | La Urraca                                           |
| 19      | Segunda parte de la historia del Murciélago orejudo |
| 20      | ¡Liberad a Psicoda!                                 |
| 21 - 22 | Especial Abejas                                     |
| 23 - 24 | Vida y muerte del halcón peregrino                  |
| 25      | La agenda secreta del halcón peregrino              |
| 26 - 27 | Los enemigos de Néstor Falco                        |
| 28      | El Charcas                                          |
| 29      | Todo sobre los córvidos de plumaje negro            |
| 30      | Alimañas                                            |
| 31- 32  | Especial Piceas                                     |
| 33      | El Muérdago I                                       |
| 34      | El Muérdago II                                      |
| 35      | El Aliso I                                          |
| 36      | El Aliso II                                         |
| 37      | La Rabia I                                          |
| 38 - 39 | La Rabia II                                         |
| 40      | El Sapo partero                                     |
| 41      | Pholcus                                             |
| 42      | Pholcus boxeadora                                   |
| 43      | Cigüeña versus Grulla                               |
| 44      | La grulla                                           |
| 45      | La Golondrina 1ª parte.                             |
| 46      | La Golondrina 2ª parte                              |
| 47      | Muscardina                                          |
| 48      | El Barón Gris                                       |
| 49      | El Cardo silvestre I                                |
| 50      | El Cardo silvestre II                               |
| 51      | Los enemigos de la golondrina                       |
| 52      | Pequeña guía de las flores del bosque               |
| 53      | Corzo, la Corza y el Corcino.                       |
| 54      | El verdugo de las golondrinas                       |
| 55 - 56 | El Topo                                             |
| 57      | Los viajes de la golondrina                         |
| 58      | El Somormujo lavanco I                              |
| 59      | El Somormujo lavanco II                             |
| 60      | Arañas de telas geométricas                         |
| 61      | Arañas de telas geométricas II                      |
| 62      | El Galápago Europeo                                 |
| 63      | El Grizzli de las abejas                            |
| 64 - 65 | EL Erizo                                            |
| 66      | El Vencejo I                                        |
| 67      | El Vencejo II                                       |
| 68      | La cerceta común                                    |
| 69      | El maratón de las cercetas                          |
| 70      | El pito negro I                                     |
| 71      | El pito negro II                                    |
| 72      | Guía de los Visitantes de las flores                |
| 73      | La Rata Einstein                                    |
| 74      | “La Esfinge Colibrí”                                |
| 75      | “Pequeño hermano charlatán”                         |
| 76      | “Los guardafuentes”                                 |
| 77      | “Pequeños misterios de los grandes bosques”         |
| 78      | La Noche de Matusalén                               |
| 79      | El Buitre Leonado                                   |